# Semihablante
Un semihablante es un individuo bilingüe que tiene conocimientos de alguna lengua amenazada o moribunda y retiene cierto conocimiento sobre ella aunque no sea capaz de hablarla con fluidez.
Diversos estudios han revelado patrones bastante repetitivos en la forma en cómo se extingue una lengua amenazada o al borde de la extinción:
1. En los primeros estadios de amenaza, la lengua deja de ser usada en ciertos contextos sociales amplios, como la escuela, el lugar de trabajo y no se emplea para ningún propósito oficial. En esta fase la mayor parte de los hablantes tienen fluidez aunque la utilización de la lengua se restringe frecuentemente al ámbito familiar o el círculo de amistades.
2. En una fase más avanzada, la lengua deja de ser transmitida a las generaciones más jóvenes. Entonces una comunidad típica está formada por ancianos que hablan fluidamente la lengua, alguno de los cuales suele ser monolingüe, y generaciones más jóvenes bilingües o con comprensión pasiva de la lengua que no la hablan con fluidez, aunque pueden entenderla sin demasiada dificultad. En este estadio aparecen los semihablantes. Los semihablantes siempre tienen como lengua materna otra lengua mayoritaria que está substituyendo o desplazando a la lengua minoritaria o amenazada.
3. En un estadio previo a la desaparición sólo quedan semihablantes que conocen algunas expresiones en la lengua y la hablan con dificultad. Los patrones gramaticales más complejos e irregulares están ausentes, y simplifican a menudo la lengua restringiéndose a las estructuras más productivas. En la fonología existe una variación alofónica mayor que en los hablantes fluyentes de las generaciones anteriores.

Muchos estudios de lenguas amenazadas sólo han podido llevarse a cabo con semihablantes que hablan muy deficientemente la lengua, por lo que los lingüistas saben que los datos sobre la lengua suministrados por los informantes, que sólo son semihablantes, deben tomarse con cautela, porque suele tener interferencias de la lengua mayoritaria, que es generalmente su lengua primaria o materna.
- Datos: Q6124723